# وجه الملاك (2016)
وجه ملاك (بالبرتغالية: Carinha de Anjo) هو تيلينوفيلا برازلية للأطفال بث في الأصل على شبكة SBT في الفترة ما بين 21 نوفمبر 2016 و6 يونيو 2018.

## وصلات خارجية
- وجه الملاك (2016) على موقع IMDb (الإنجليزية)
- وجه الملاك (2016) على موقع نتفليكس (الإنجليزية)
- وجه الملاك (2016) على موقع كينوبويسك (الروسية)
- وجه الملاك (2016) على موقع قاعدة بيانات الفيلم (الإنجليزية)
- الصفحة الرسمية للمسلسل